# Guangdong Southern Tigers
I Guangdong Hongyuan Southern Tigers (in cinese: 广东宏远华南虎), noti anche semplicemente come Guangdong Southern Tigers, o come Guangdong Dongguan Bank (广东东莞银行) per motivi di sponsorizzazione, sono una squadra professionistica di pallacanestro cinese di proprietà del Guangdong Winnerway (Hongyuan) Group. La squadra è una delle più vincenti della Chinese Basketball Association (CBA).
I Tigers hanno conquistato undici titoli CBA, più di qualsiasi altra squadra nella lega. Sono inoltre l’unica squadra ad essersi qualificata ai playoff in ogni stagione sin dalla nascita della CBA nel 1995. Le partite casalinghe si disputano a Dongguan, nella provincia del Guangdong. Occasionalmente, per motivi di marketing, la squadra gioca alcune partite interne anche a Zhongshan, Zhuhai e in altre città del Delta del Fiume delle Perle.
I loro storici rivali nella Chinese Basketball Association sono i Beijing Ducks.

## Storia
I Guangdong Hongyuan Southern Tigers rappresentano una vera e propria dinastia nel panorama cestistico cinese. Fondati nel 1993 e con sede a Dongguan, nella provincia del Guangdong, i Tigers sono stati tra i primi club a strutturarsi come società professionistica in un’epoca in cui la pallacanestro cinese stava appena aprendo le porte al professionismo. Quando la Chinese Basketball Association (CBA) nacque ufficialmente nel 1995, i Tigers erano già pronti a competere ai massimi livelli, e da allora non hanno mai mancato un’edizione dei playoff, fatto che li rende l’unica squadra della lega a vantare una tale continuità.
Il palmarès del club è straordinario: undici titoli nazionali conquistati tra il 2004 e il 2021, che li rendono la squadra più titolata della CBA. Gli anni 2000 sono stati il decennio della loro affermazione, con tre titoli consecutivi dal 2004 al 2006, seguiti da un secondo ciclo vincente, fatto di quattro titoli consecutivi tra il 2008 e il 2011. La costanza di rendimento dei Tigers è stata tale che tra il 2002 e il 2013 sono arrivati alle finali della CBA per undici stagioni consecutive, vincendone otto.
Gran parte del merito di questo dominio va attribuito alla qualità dei giocatori che hanno vestito la maglia del Guangdong. Tra le figure più rappresentative c’è senza dubbio Zhu Fangyu, uno dei migliori realizzatori nella storia del basket cinese, pluricampione con la squadra e simbolo della sua identità vincente. Un altro nome storico è quello di Jason Dixon, centro americano rimasto a lungo nel cuore dei tifosi, tanto che la squadra decise di ritirare il suo numero 15, un onore rarissimo per un giocatore straniero in Cina.
Alla guida tecnica si sono alternati allenatori come Li Chunjiang, protagonista del primo ciclo di successi, e in tempi più recenti Du Feng, ex giocatore dei Tigers e artefice del nuovo ciclo vincente culminato nei tre titoli consecutivi conquistati tra il 2019 e il 2021. 

## Palmarès
- Chinese Basketball Association (CBA)
  - Campione (11): 2003–04, 2004–05, 2005–06, 2007–08, 2008–09, 2009–10, 2010–11, 2012–13, 2018–19, 2019–20, 2020–21
  - Finalista (5): 1995–96, 2002–03, 2006–07, 2011–12, 2016–17

## Organico attuale
Organico per la stagione sportiva 2024-2025
| Roster Guangdong Southern Tigers 2024-2025. | Roster Guangdong Southern Tigers 2024-2025. |
| Giocatori                                   | Staff tecnico                               |
| ------------------------------------------- | ------------------------------------------- |

| N. | Naz.                   | Ruolo | Nome             | Anno | Alt.   | Peso   |  |
| -- | ---------------------- | ----- | ---------------- | ---- | ------ | ------ |  |
| 0  | Cina (bandiera)        | G     | Zhang Huafei     | 2000 | 195 cm | 78 kg  |  |
| 1  | Stati Uniti (bandiera) | AG    | Troy Gillenwater | 1988 | 205 cm | 110 kg |  |
| 2  | Cina (bandiera)        | PG    | Xu Jie           | 1999 | 179 cm | 67 kg  |  |
| 3  | Cina (bandiera)        | G     | Hu Mingxuan      | 1998 | 191 cm | 81 kg  |  |
| 6  | Cina (bandiera)        | AP    | Huang Mingyi     | 2002 | 207 cm | 100 kg |  |
| 11 | Stati Uniti (bandiera) | AG    | Darius Bazley    | 2000 | 206 cm | 98 kg  |  |
| 14 | Cina (bandiera)        | AP    | Zhang Wenyi      | 2001 | 192 cm | 95 kg  |  |
| 16 | Cina (bandiera)        | AG    | Li Yingbo        | 1996 | 205 cm | 92 kg  |  |
| 18 | Cina (bandiera)        | AP    | Du Runwang       | 1996 | 206 cm | 109 kg |  |
| 19 | Cina (bandiera)        | C     | Xu Xin           | 2000 | 226 cm | 112 kg |  |
| 20 | Cina (bandiera)        | AP    | Ren Junfei       | 1990 | 203 cm | 96 kg  |  |
| 21 | Cina (bandiera)        | AP    | Zhang Hao        | 2002 | 205 cm | 97 kg  |  |
| 25 | Cina (bandiera)        | AP    | Zhang Haojia     | 1999 | 199 cm | 104 kg |  |
| 26 | Stati Uniti (bandiera) | C     | Eric Moreland    | 1991 | 208 cm | 99 kg  |  |
| 27 | Cina (bandiera)        | C     | Zhang Mingchi    | 2001 | 213 cm | 110 kg |  |
| 28 | Cina (bandiera)        | AG    | Wang Shaojie     | 1996 | 208 cm | 102 kg |  |
| 30 | Cina (bandiera)        | AP    | Li Yizhen        | 2000 | 194 cm | 85 kg  |  |
| 33 | Cina (bandiera)        | PG    | Yang Yi          | 1993 | 180 cm | 75 kg  |  |
| 35 | Cina (bandiera)        | G     | Li Wenhao        | 2003 | 192 cm | 73 kg  |  |
| 77 | Cina (bandiera)        | AP    | Huang Rongqi     | 1994 | 188 cm | 80 kg  |  |

| Allenatore |
| - Du Feng |
| Assistente/i                                                                                                  |
| - Igors Miglinieks - Nakis Mouratidis - Wei Guoliang - Ren Junfei Legenda - (C) Capitano - Infortunato Roster |

## Cestisti

### Numeri ritirati
| Numeri ritirati del Guangdong Southern Tigers |                        |             |           |                            |                   |
| N°                                            | Naz.                   | Giocatore   | Posizione | Periodo                    | Cerimonia         |
| 15                                            | Stati Uniti (bandiera) | Jason Dixon | C         | 1998-2001, 2002-2009       | 23 Settembre 2009 |
| 4                                             | Cina (bandiera)        | Du Feng     | AG        | 1997-2012                  | Nessuna           |
| 8                                             | Cina (bandiera)        | Zhu Fangyu  | AP        | 1999-2017                  | 29 Ottobre 2017   |
| 9                                             | Cina (bandiera)        | Yi Jianlian | AG        | 2002-2007, 2011, 2012-2023 | Nessuna           |

### Cestisti celebri
- Jeff Adrien
- Will Barton
- Darius Bazley
- Michael Beasley
- Jordan Bell
- Carlos Boozer
- Aaron Brooks
- MarShon Brooks
- Will Bynum
- Justin Carter
- Chen Jianghua
- Keandre Cook
- Peter Cornell
- William Cunningham
- Chris Daniels
- Malcolm Delaney
- Ike Diogu
- Du Feng
- Octavius Ellis
- Marcus Haislip
- Justin Hamilton
- David Harrison
- Hu Mingxuan
- Lester Hudson
- Royal Ivey
- Edwin Jackson
- Fred Jones
- Ricky Ledo
- Li Chunjiang
- Li Qun
- Liu Chuanxing
- Liu Xiaoyu
- Eric Moreland
- Darius Morris
- Emmanuel Mudiay
- Shabazz Muhammad
- Lamond Murray
- Andrew Nicholson
- Smush Parker
- Josh Powell
- Laron Profit
- Ren Junfei
- Rayvonte Rice
- Shan Tao
- James Singleton
- Donald Sloan
- Su Wei
- Jason Thompson
- Jackson Vroman
- Wang Shipeng
- Wang Zhidan
- Tremont Waters
- Sonny Weems
- Terrence Williams
- Khalif Wyatt
- Yi Jianlian
- Zhang Yongjun
- Zhao Rui
- Zhou Peng
- Zhou Qi
- Zhu Fangyu